# Herren von Prunn, Laber und Breitenegg

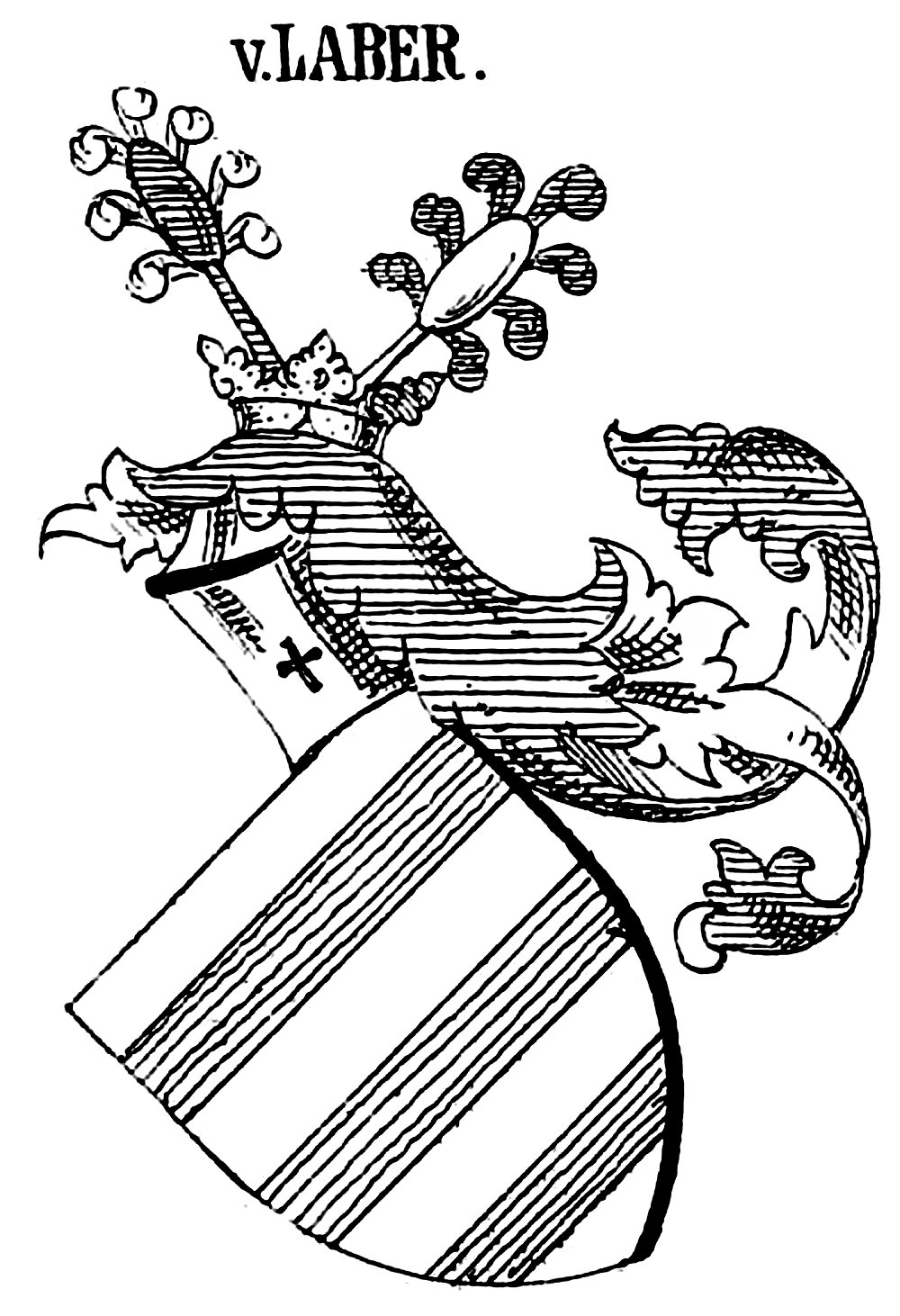
Wappen der Herren von Laber in Johann Siebmachers Wappen-Buch

Die Herren von Prunn, Laber und Breitenegg (bisweilen auch Laaber oder Praiteneck geschrieben) waren ein edelfreies altbayerisches Adelsgeschlecht, das sich nach ihren Hauptsitzen in Prunn, in Laaber und zu Breitenegg, einem Ortsteil des heutigen Breitenbrunn, nannten. Daneben konnten sie u. a. Besitzungen in Wolfsegg erwerben. Diese Herren stammen von den Babonen, die auch die Burggrafen von Regensburg, die Landgrafen von Stefling und die Grafen von Riedenburg stellten. Die Familie ist zwischen dem 11. und dem 15. Jahrhundert in Bayern belegt.

## Geschichte

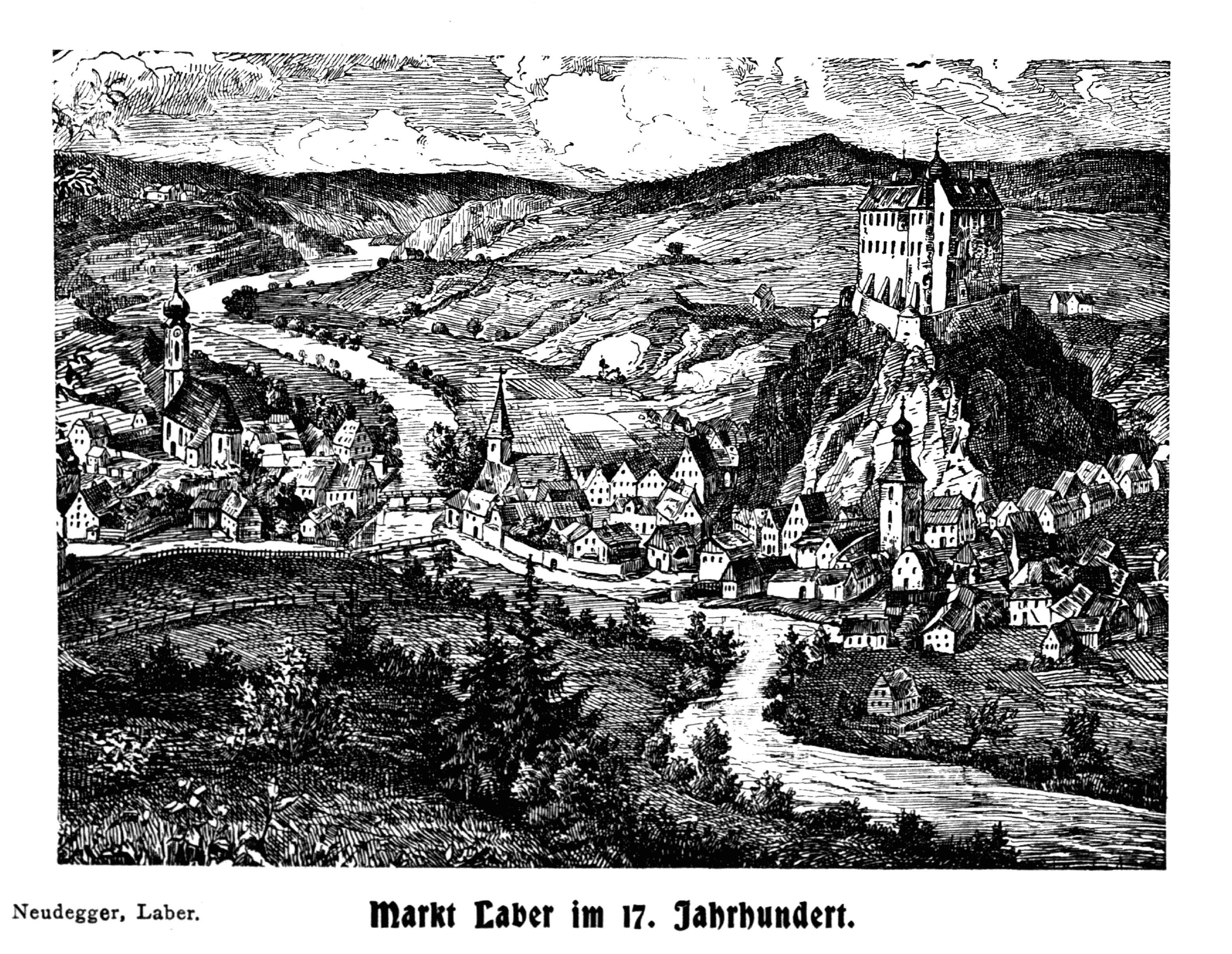
Markt Laber im 17. Jahrhundert

Die Familie war – wie damals üblich – mit anderen bedeutsamen Adelsgeschlechtern verwandt und verschwägert, so mit den Abensbergern, den Altmannsteinern, den Schaunbergern, den Herren von der Leiter oder den Gumppenbergs. Einzelne Familienmitglieder nahmen wichtige Positionen als Vögte von Klöstern, Pfleger, Bürgermeister, Landrichter oder herzogliche Räte ein. Ein bekanntes Mitglied dieser Familie war der Minnesänger Hadamar von Laber. Die von Laber trugen zur Stiftung des Schottenklosters in Regensburg, welches 1120 eingeweiht wurde, vieles bei.
Die Burg Prunn und die zugehörige Herrschaft ist von Wernherus de Prunne gegründet worden. 1288 wurde sie an den Herzog Ludwig II. von Bayern verkauft, der sie dem Verkäufer Wernherr von Praiteneck als Lehen zurückgab. Damit hatten die Prunner hier die Oberherrschaft der Wittelsbacher anerkannt. Prunn blieb bis 1311 im Besitz wechselnder Äste dieser Familie und gelangte dann (spätestens 1338) in den Besitz der Frauenberger.
Zu Breitenegg hatte diese Familie die Reichsgrafschaft Breitenegg, die nur dem Heiligen Römischen Reich Deutscher Nation untertänig war, gegründet. Als Zentrum diente die Anfang des 13. Jahrhunderts erbaute Burg Breitenegg. Conrad Erbmarschall von Pappenheim erbte 1465 die Herrschaft Breitenegg und verkaufte sie nebst Burg bereits 1473 an die Brüder Martin und Ludwig von Wildenstein.
Auch zu Laaber errichtete diese Familie zu Beginn des 12. Jahrhunderts eine Herrschaft mit dem Zentrum der Burg Laber zur Kontrolle der Flussübergänge und der „Königsstraße“ im Labertal im Auftrag des Kaisers Friedrich II. Die Herren von Laber hatten sowohl im Labertal wie auch an entfernteren Flussübergängen Regalien an den Urfaren zu Etterzhausen, Pielenhofen, bei Prüfening oder Wipfelsfurt. Im Hochmittelalter ist um 1205 ein Teil des Erbes der Regensburger Burggrafen an die Laaberer gefallen. Die Herren von Laber nannten sich nach ihren weiteren Besitzungen auch von Werdt, Schambach, Sinzing und Dietfurt. Im Turnierbuch des 15. deutschen Turniers in Regensburg ist ein Albrecht von Laber und Sinzing aufgeführt. Ulrich II. von Laber musste 1432 eine Bußfahrt nach Rom stellvertretend für Heinrich XVI. wegen dessen Anschlags auf Herzog Ludwig den Gebarteten unternehmen. Die Herrschaft zu Laaber war bis zum 15. Jahrhundert noch reichsunmittelbar. Nach dem Aussterben des Geschlechtes der Herren von Laaber gelangte der Besitz an das Herzogtum Bayern-Landshut und im Zuge des Landshuter Erbfolgekrieges 1505 an das Herzogtum Pfalz-Neuburg; damit endete die Reichsunmittelbarkeit vollständig.
Die Burg Wolfsegg kam als Lehen des Herzogs von Oberbayern 1367 an Ulrich von Laaber und dessen Vetter Hadamar IV. von Laaber, Sohn des Minnesängers Hadamar III. von Laber. Die Burg blieb bis 1475, dem Zeitpunkt des Aussterbens des Geschlechts, im Besitz der Herren von Laaber. Danach kamen die Besitzungen in Wolfsegg an Herzog Albrecht IV. von Bayern und später an die Herrschaft Pfalz-Neuburg.
Mit dem Salzburger Domherrn Hadmar VII. zu Laber starb dieses einst weit verzweigte Geschlecht 1475 im Mannesstamm aus. Hadamar war vor dem 13. Dezember 1432 zum Domherrn ernannt worden. Ab dem 2. Juli 1447 verwaltete er die Messstiftungen des Domkapitels (Oblaien). Am 17. Oktober 1456 ist er erstmals als Stadtpfarrer beurkundet, am 8. August 1461 wird er zum Dekan gewählt, am 14. Oktober 1462 wird er von Erzbischof Burchhard zum Generalvikar und Offizial ernannt. Am 16. Juni 1463 wird er von Herzog Ludwig von Bayern-Landshut mit Schloss und Markt Laber belehnt. Nach seinem Tod wurde er im Kreuzgang des Domes begraben. Sein Nachlass von 1.000 fl ging an den Erzbischof, aus seinen silbernen Geräten wurde eine Statue des Rupert von Salzburg gegossen, die in den finanziellen Nöten des Bauernkrieges eingeschmolzen wurde. Seine Schwester Dorothea war mit Conrad Marschall von Pappenheim verehelicht und starb zwei Jahre nach ihrem Bruder († 15. September 1477).

## Wappen
Das Wappen der Laberer zeigt in Silber drei blaue Balken. Auf dem gekrönten Helm mit blau-silbernen Helmdecken befinden sich zwei schräg nach außen gestellte Fächer, der rechte blau mit sieben silbernen, der linke silber mit sieben blauen Straußenfedern besteckt.
Die Helmzier derer von Laber stimmte eigentlich mit dem der Abensberger überein: zwei Eselsohren, mit Reiherfedern (bzw. Straußenfedern) geschmückt.

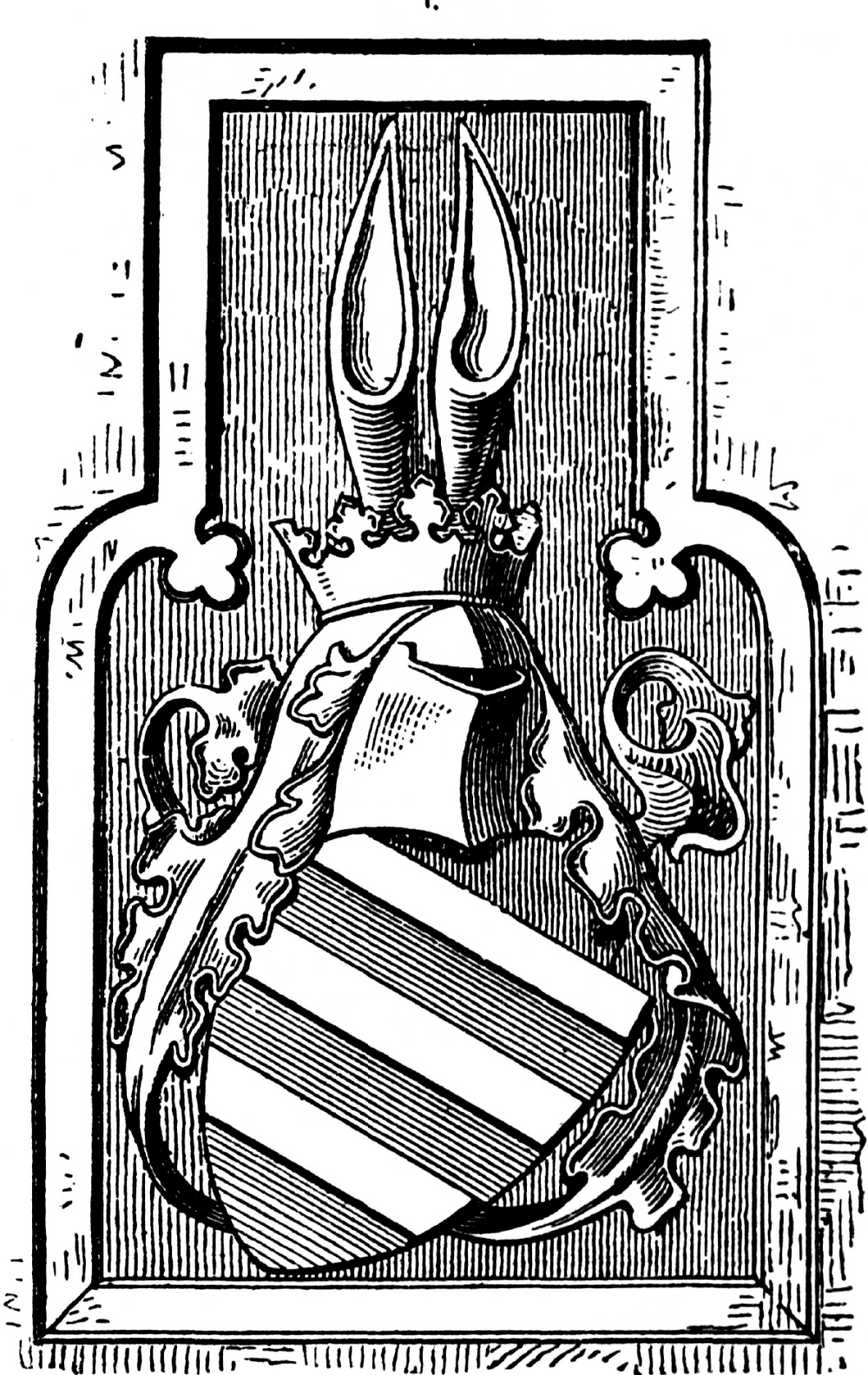
Wappen der Herren von Laber (Schottenkloster Regensburg)
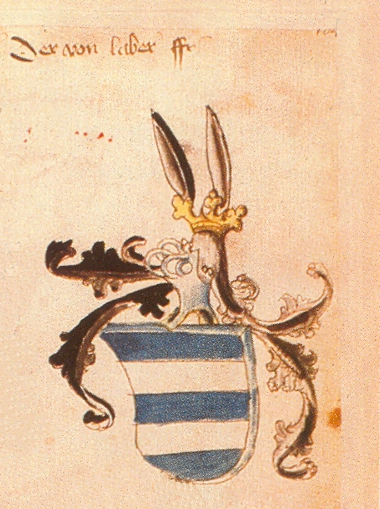
Wappen der Herren von Laber im Ingeram-Codex von 1459
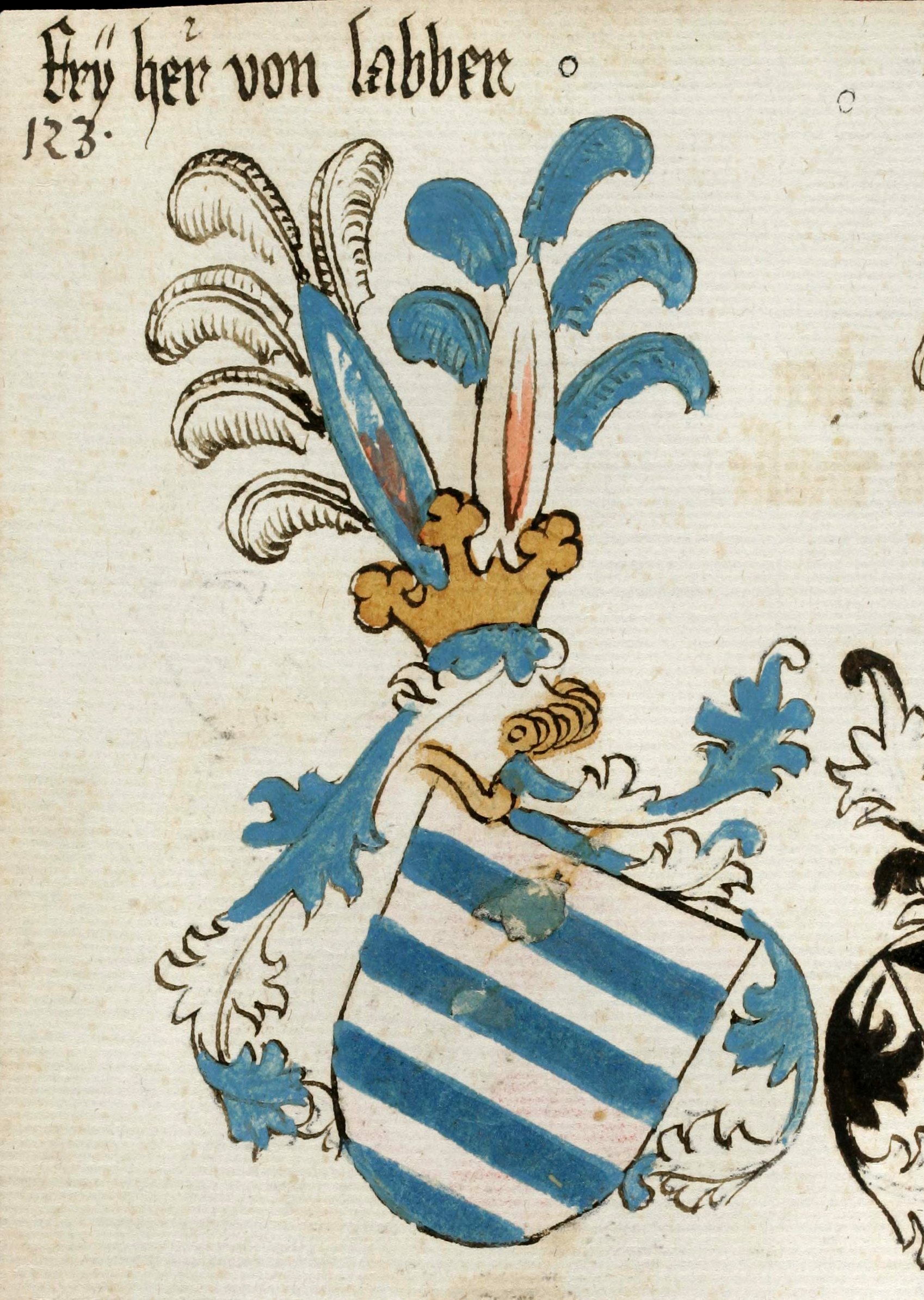
Wappen „fryher von labber“ im Wappenbuch des St. Galler Abtes Ulrich Rösch um 1466–1470
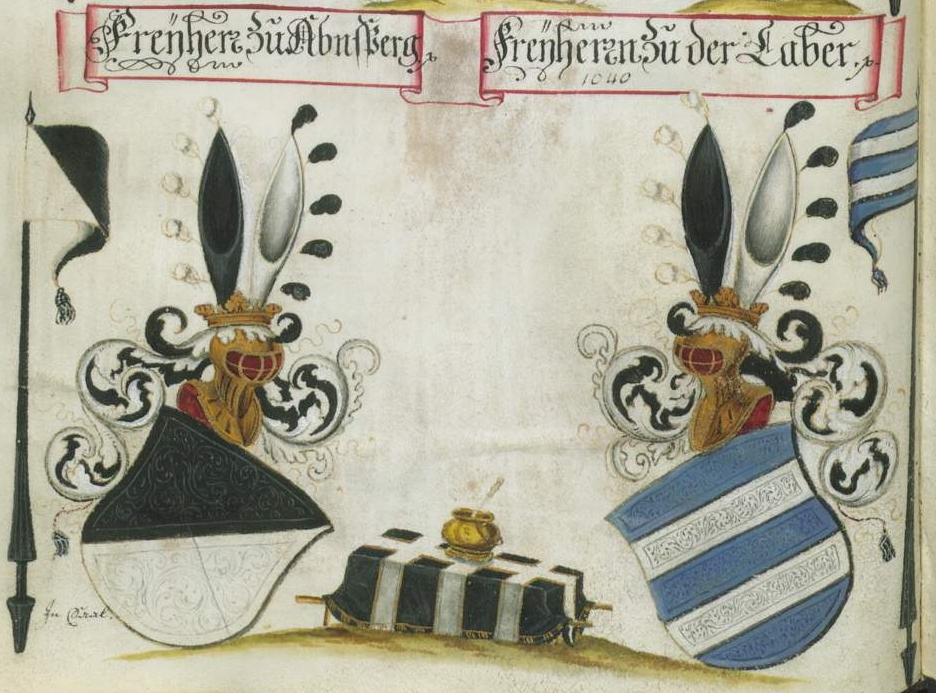
Wappen derer von Abensberg und von Laber im Wappenbuch des churbayerischen Adels, um 1560
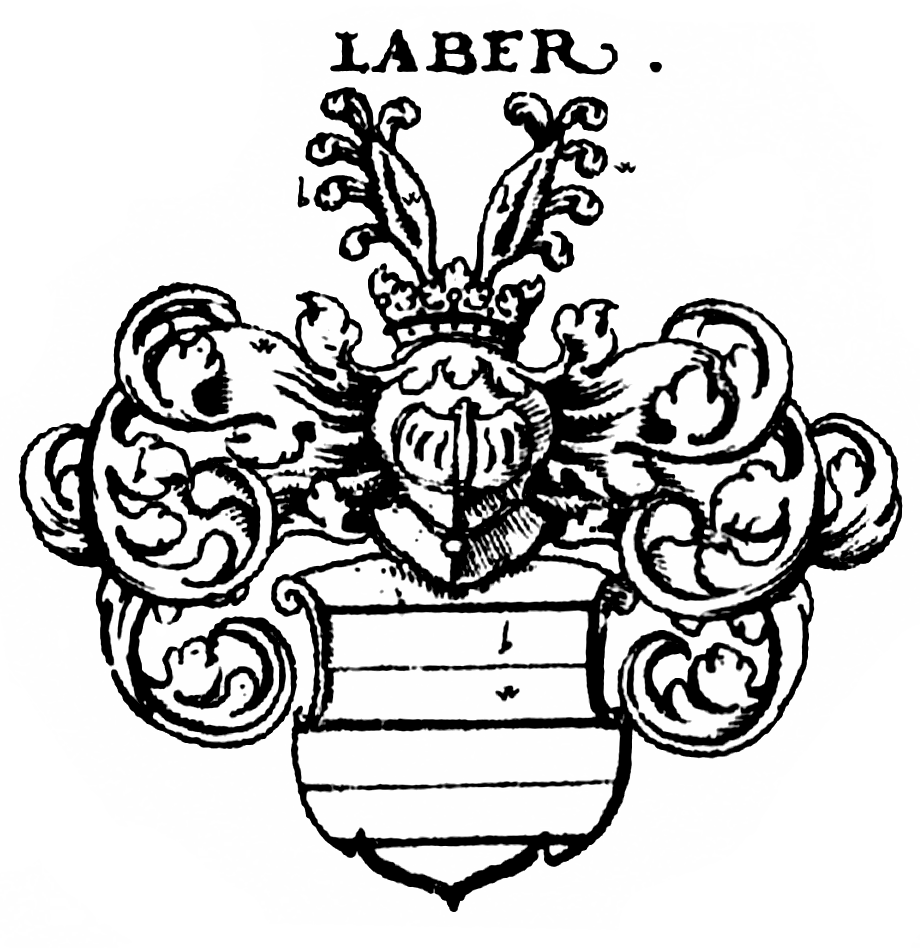
Wappen derer von Laber in Siebmachers Wappenbuch

## Stammliste der Edlen von Prunn und Breitenegg und der Herren von Laber
Die Jahreszahlen beziehen sich auf die urkundlichen Erwähnungen der genannten Person. In Einzelfällen ist auch das Sterbedatum „†“ bekannt.

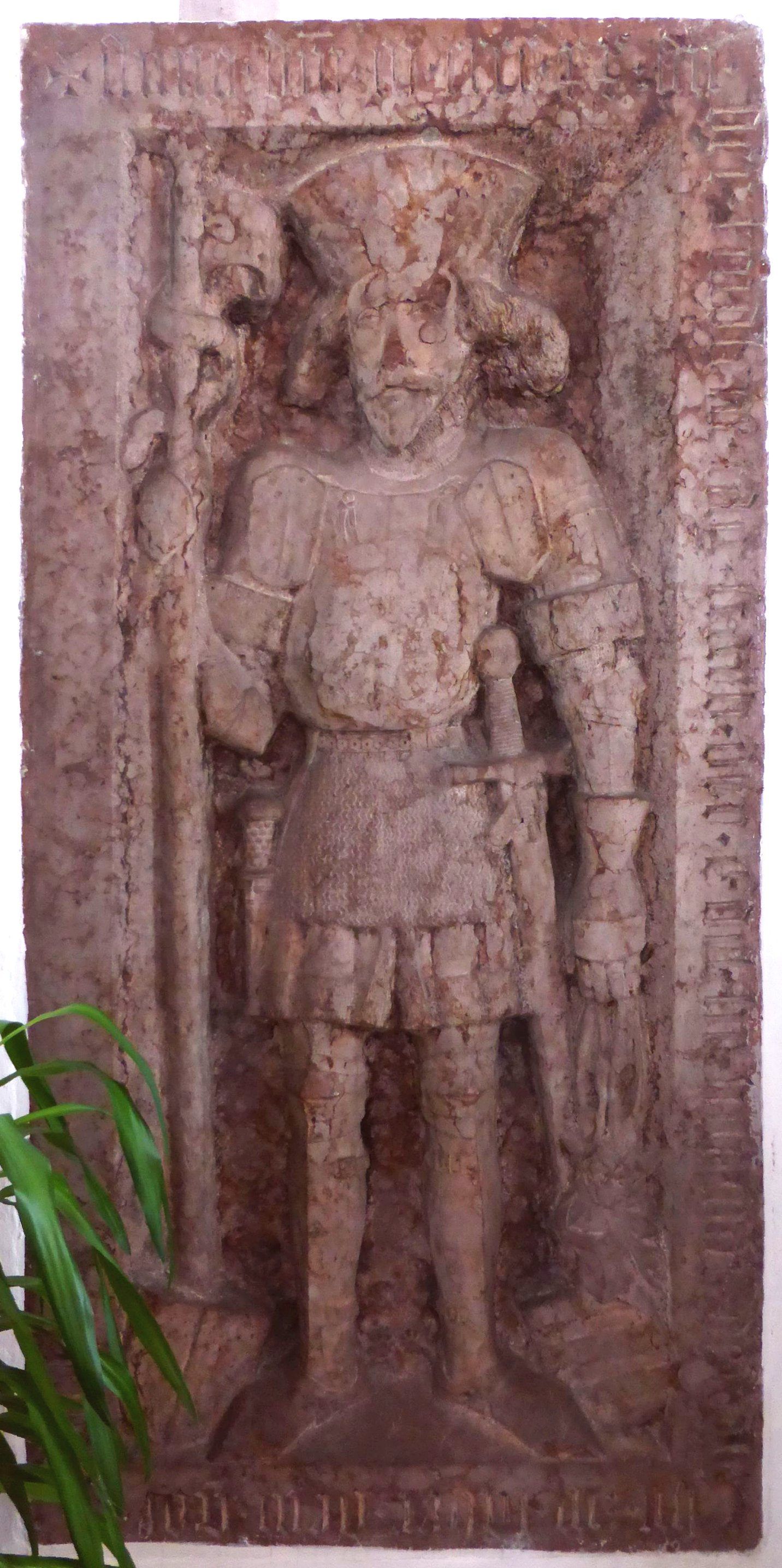
Hadamar IV. auf einem Epitaph in der Jakobuskirche von Laaber

1. Berthold I. von Prunn, vermutlich ein Sohn des Babonen Babo I., um 1080, 1095
  1. Udalrich (Ulrich I. von Prunn), um 1080, 1095, 1099
  2. Werner (Wernher) I. von Prunn (Wernherus de Prunne), um 1080, 1090, 1095, 1099, 1100
  3. Eberhard von Prunn, um 1095
  4. Berthold II. von Prunn, nobilis, 1090–1095
    1. Berthold III. von Breitenbrunn, 1129, um 1145
      1. Berthold IV. von Breitenbrunn, ca. 1145–1186
      2. Adalbert I. von Breitenbrunn, um 1145/1197
        1. Adalbert II. von Breitenbrunn, 1229
          1. Euphemia, † 12. Juni ???; 
⚭ Werner VI. von Prunn und Breiteneck, † 27. April (1289)

  5. Albwin I. von Prunn, um 1080, 1095, 1097 und 1099
    1. Ulrich II. von Laaber, um 1140, 1160
    2. Friedrich I. von Laaber, von Prunn, von Wolfertshofen, 1129–1140 
⚭ N.N. 
⚭ Liupirg von Wolfertshofen
    3. Adalbert, um 1130 von Prunn, 1139–1141 von Stein, † 17. November 1160; 
⚭ N.N. (Tochter den Ulrich I. von Altmannstein)
    4. Albwin II. von Prunn, 1114, um 1135
    5. Werner II. von Laber um 1120, um 1139 von Prunn, † nach 1157/1158
      1. N.N. (Tochter); 
⚭ Graf Altmann I. von Abensberg
      2. Werner III. von Laber, 1166/1194
        1. N.N., Tochter, 
⚭ Konrad I. von Haarbach, testiert am 5. Februar 1223
        2. Werner IV. von Laber, Vogt von Kloster Weltenburg um 1190/1225, † 10. März (nach) 1225; 
⚭ Bertha von Wöhr, † 29. November ???, Tochter von Gottfried II. von Wöhr; 
⚭ I. von Ahausen, Tochter von Konrad von Ahausen
          1. Jutta; 
⚭ N.N. Graf von Leonsberg
          2. Werner V. von Laber, 1225 Vogt von Kloster Weltenburg, um 1232–1253/1247, † 10. März nach 1247
            1. Ulrich III. von Prunn, Abt von Kloster St. Emmeram, † 1272
            2. Werner VI. von Prunn, 1275 von Breiteneck, 1280 Vogt von Kloster Weltenburg, 1265/89, † 27. April (1289); 
⚭ Euphemia, Tochter des Adalbert von Breitenbrunn
              1. Werner VII. der Jüngere von Prunn und von Breitenegg, 1280, † (1292)
                1. Werner VIII. von Breitenegg, Domkapitular in Bamberg 1315–1339
                2. Friedrich II. von Breitenegg, 1333–1357
                  1. Hans von Breitenegg, 1394

              2. Albert, 1318/21, Domkustos zu Regensburg
              3. Kunigunde, 1318 Witwe, 
⚭ vor 19. Mai 1288 Ulrich von Altenstein, 1280/1307, † 1318
              4. Sophie, 1318, 
⚭ Ortlieb von Wald, 1318
              5. Kunigunde, 1293/1303, Nonne zu Kloster Pettendorf

          3. Hadamar I. (Hadmar) von Laber, 1248 liber, 1258 Hofmeister von Herzog Ludwig; 1264 nobilis, † nach 2. August 1273; 
⚭ Agnes, † nach 12. April 1279,
            1. Elsbeth, 1331, 1345 Witwe; 
⚭ Hilpolt II. von Stein, 1303/43, † 25. Juli 1345
            2. Hadamar II., nobilis 1275, † nach 27. August 1324; 
⚭ 1. Ehe Kunigunde von Abensberg; 
⚭ 2. Ehe Agnes von Abensberg, Tochter des Ulrich von Abensberg
              1. Ulrich IV., 1367 zu Wolfsegg, 1335 kaiserlicher Landrichter zu Hirschberg, 1366 Bürgermeister von Nürnberg, 1317/66, † 1379; 
⚭ nach 1340 und vor 1. Februar 1343 Ursula Spät von Faimingen, 1337/40, Tochter des Friedrich Herr von Illersaichen
              2. Hadamar III., 1325, von Ludwig der Brandenburger 1354 ernannt zum bayerischen Rat, 1334/37 Bürgermeister von Regensburg, 1317/61; 
⚭ nach 1340 und vor 1. Februar 1343 Elisabeth Spät von Faimingen, 1337/40, Tochter des Friedrich Herr von Illersaichen
                1. Elspeth, 
⚭ Ulrich von Abensberg 1333
                2. Hadamar IV., 1367 zu Wolfsegg, 1384 zu Breiteneck und Breitenbrunn, 1376–1389 Bürgermeister zu Regensburg, 1376/80 und 1397/1408, königlicher Rat, 1364, 1389–1393 Fehde mit der Stadt Regensburg, 1397, ebenso 1404–1408 erneut Bürgermeister von Regensburg, † 1420 zu Laaber; 
⚭ 1. Ehe vor 7. Juli 1379, N.N. Schwester der Theresia von Fraunhofen; 
⚭ 2. Ehe, Dorothea von Schaunberg um 1380, Tochter von Graf Heinrich von Schaunberg; 
⚭ 3. Ehe vor 28. April 1383, Elisabeth von Gumppenberg, Tochter des Hans von Gumppenberg, † nach 23. August 1392
                  1. Kaspar, 1425, Herr zur Hälfte von Laaber (die andere war an den Herzog Heinrich von Bayern-Landshut verkauft), 1410, † 1439; 
⚭ Elisabeth von Schmiechen, Witwe des Georg von Gumpenberg, Tochter von Stephan und Walpurg von Haltenberg
                  2. Hadamar VI. der Jüngere, 1410, 1425 Herr zur Hälfte auf Laber, 1422 herzoglicher Pfleger zu Hemau, † 19. April/23. Mai 1432; 
⚭ vor 19. August 1426 mit Barbara von Sankt Georgen zu Rösing, Tochter von Graf Peter II. von Rösing
                  3. Barbara, 1425
⚭ Schweiker von Gundelfingen
                  4. Hadamar V. der Ältere, 1397, 1419/1433 Herr zu Breitenegg, 1419 kurpfälzischer Rat, 1410, Verkauf von Schloss Breiteneck und Markt Breitenbrunn an Heinrich von Gumppenberg, † 11. Januar/11. Mai 1434; 
⚭ 1. Ehe vor 19. Mai 1405 Walpurga Schenkin von Erbach, † nach 23. Februar 1425, Tochter des Johann II. von Erbach; 
⚭ 2. Ehe vor 6. Januar 1434 Oria (Laura) della Scala, Tochter des Guglielmo, † Wien 1451 (2. Ehe mit Albert Graf von Brätt (Breda), † 1452)
                    1. Sebastian, 1430, † im Gefängnis (?), 1436
                    2. Ulrich V. zu Wolfsegg und 1461 zu Laber, bayerischer Rat und Hauptmann, 1432 Wallfahrt nach Rom für Herzog Heinrich XVI. wegen dessen Anschlags auf Ludwig VII. (Bayern), 1442 Pfleger zu Kelheim und Vohburg, 1454 Pfleger zu Graisbach, 1460 Pfleger zu Ingolstadt, 1463 Rückkauf der Herrschaft Breitenbrunn von dem Gumppendorfer, † 1463 vor 22. November; 
⚭ Klara von Helfenstein, 1464 führten Hans Degenberger, Sebastian Pflug und Hans Nußberger eine Fehde gegen des Ulrichs Witwe und deren Brüder Konrad und Georg von Helfenstein, die Riedenburg innehatten; † nach 12. März 1467, Tochter von Graf Johann II. von Helfenstein
                      1. Jörg, 1449/50, † 1463
                      2. Kind, † 1463

                    3. Hadmar VII., 1463 zu Laber, Domherr zu Freising, 1432, 1456, Stadtpfarrer, 1461/64 Domdekan, 1462 Generalvikar und Offizial zu Salzburg, † Salzburg 30. Juli 1475 (ultimus familiae)
                    4. Dorothea, † 15. September 1477; 
⚭ vor 1436 Conrad Marschall von Pappenheim, Herr zu Spielberg und Schweinspoint, 1444, 1436 Herr zu Gräfenthal (Thüringen), † 17. April 1482